# 埃文斯 (伊利諾伊州)
埃文斯（英語：Evans）是位於美國伊利諾伊州洛根縣的一個人口普查指定地區。

## 地理
埃文斯的座標為40°13′18″N 89°21′50″W / 40.22167°N 89.36389°W，而該地最高點為海拔高度180米（即591英尺）。

## 人口
根據2010年美國人口普查的數據，埃文斯的面積為5.00平方千米，當中陸地面積為5.00平方千米，而水域面積為5.00平方千米。當地共有人口500人，而人口密度為每平方千米100人。